# Acanthopsyche hyalinella
Acanthopsyche hyalinella är en fjärilsart som beskrevs av Sdtephens 1850. Acanthopsyche hyalinella ingår i släktet Acanthopsyche och familjen säckspinnare. Inga underarter finns listade i Catalogue of Life.